# Strada statale 231 di Santa Vittoria
La strada statale 231 di Santa Vittoria (SS 231), già in parte nuova strada ANAS 183 di Fossano (NSA 183), è una strada statale italiana che collega Asti a Cuneo.

## Storia
La strada statale 238 venne istituita nel 1959 con il seguente percorso: "Innesto S.S. n. 10 presso Asti - San Damiano - Alba - Bra - Fossano - Innesto S.S. n. 20 presso Cuneo."

## Percorso
La strada ha origine come proseguimento della strada statale 706 Tangenziale Est di Asti all'altezza dello svincolo per la ex strada statale 10 Padana Inferiore ed il casello autostradale Asti Est dell'A21 Torino-Brescia.
Da Asti si estende verso sud, inizialmente su superstrada a due corsie per senso di marcia, sino a poco prima dell'abitato di Isola d'Asti, dove ha inizio l'autostrada A33. Il tracciato tocca Isola d'Asti, Canove di Govone, passa vicino a Magliano Alfieri ed entra ad Alba. Breve tratto nuovamente a doppia carreggiata come tangenziale, poi, intersecata la ex strada statale 29 del Colle di Cadibona, la strada prosegue affiancata al fiume Tanaro, attraverso i comuni di Santa Vittoria d'Alba, Bra, Cherasco (frazioni Roreto e Bricco de Faule), Cervere (comune e frazione Tetti Chiaramelli).
Interseca poi l'autostrada A6, in prossimità della frazione Tagliata di Fossano; giunta nei pressi della città, ha inizio il nuovo tratto variante, già noto come nuova strada ANAS 183 di Fossano, a due carreggiate con due corsie per senso di marcia (aperto al traffico nel 2000, con uscite Fossano Nord-Marene, Fossano Centro-Villafalletto), che permette di superare il centro abitato, reinnestandosi sul tracciato storico nei pressi della frazione San Sebastiano.
Si prosegue lungo un tracciato poco sinuoso che attraversa alcune borgate dei comuni di Fossano (Murazzo), Centallo e Cuneo (Ronchi), sino ad arrivare a nord del capoluogo di provincia, in località Madonna dell'Olmo, dove si immette sul tratto declassato della strada statale 20 del Colle di Tenda e di Valle Roja.
Parte del tracciato della strada europea E74 coincide con il percorso della SS 231, ossia il tratto Cuneo-Alba, la tangenziale di Alba e la tangenziale di Asti. Con il completamento dell'autostrada A33, verosimilmente il tratto Cuneo-Alba perderà l'indicazione di strada europea, che verrà assunta dall'autostrada stessa.
Proprio a causa dei lavori di costruzione del tratto mancante dell'A33 Asti-Cuneo, il tratto dal km 6,503 al km 8,935 non è attualmente sotto la gestione ANAS.